# Sonja Oberem
Sonja Krolik-Oberem (Rheydt, 24 febbraio 1973) è un'ex triatleta e maratoneta tedesca.

## Biografia
Dal 1990 al 1992 ha vinto i Campionati mondiali di triathlon nella categoria juniores. Si è successivamente laureata campionessa europea della stessa disciplina nel 1992 e nel 1994. In seguito si è dedicato all'atletica leggera, in particolare nelle corse su lunga distanza.

## Palmarès

### Atletica leggera
| Anno | Manifestazione  | Sede     | Evento   | Risultato | Prestazione | Note |
| ---- | --------------- | -------- | -------- | --------- | ----------- | ---- |
| 1995 | Mondiali        | Göteborg | Maratona | 8ª        | 2h32'17"    |      |
| 1996 | Giochi olimpici | Atlanta  | Maratona | 8ª        | 2h31'16"    |      |
| 1997 | Mondiali        | Atene    | Maratona | 7ª        | 2h35'28"    |      |
| 1998 | Europei         | Budapest | Maratona | 12ª       | 2h32'36"    |      |
| 1999 | Mondiali        | Siviglia | Maratona | 6ª        | 2h28'55"    |      |
| 2000 | Giochi olimpici | Sydney   | Maratona | 24ª       | 2h33'45"    |      |
| 2001 | Mondiali        | Edmonton | Maratona | 5ª        | 2h28'17"    |      |
| 2002 | Europei         | Monaco   | Maratona | Bronzo    | 2h28'45"    |      |

### Triathlon
| Anno | Manifestazione | Sede       | Evento   | Risultato | Prestazione | Note |
| ---- | -------------- | ---------- | -------- | --------- | ----------- | ---- |
| 1990 | Mondiali       | Orlando    | Juniores | Oro       | 2h11'32"    |      |
| 1991 | Europei        | Ginevra    | Élite    | Bronzo    | 2h09'16"    |      |
| 1991 | Mondiali       | Gold Coast | Juniores | Oro       |             |      |
| 1992 | Europei        | Lommel     | Élite    | Oro       | 2h02'47"    |      |
| 1992 | Mondiali       | Huntsville | Juniores | Oro       |             |      |
| 1994 | Europei        | Eichstätt  | Élite    | Oro       | 2h02'51"    |      |

## Altre competizioni internazionali
1994
- 5ª alla Maratona di Berlino ( Berlino) - 2h26'53"

1996
- 4ª alla Maratona di Boston ( Boston) - 2h29'24"

1997
- 4ª alla Maratona di Londra ( Londra) - 2h28'02"

1998
- 6ª alla Maratona di Londra ( Londra) - 2h29'39"
- Argento alla Maratona di Amsterdam ( Amsterdam) - 2h29'30"

2000
- 8ª alla Maratona di Osaka ( Osaka) - 2h31'03"
- Bronzo alla Maratona di Vienna ( Vienna) - 2h27'25"

2001
- 4ª alla Maratona di Osaka ( Osaka) - 2h28'50"
- Oro alla Maratona di Amburgo ( Amburgo) - 2h26'13"
- Oro alla Maratona classica di Atene ( Atene) - 2h36'15"

2002
- Oro alla Maratona di Amburgo ( Amburgo) - 2h26'20"
- Oro alla Maratona classica di Atene ( Atene) - 2h37'29"

2004
- Bronzo alla Maratona di Vienna ( Vienna) - 2h30'58"
- Bronzo alla Maratona di Berlino ( Berlino) - 2h26'53"

2006
- 4ª alla Maratona di Colonia ( Colonia) - 2h48'00"

2008
- 6ª alla Maratona di Düsseldorf ( Düsseldorf) - 2h46'58"

2009
- Bronzo alla Maratona di Düsseldorf ( Düsseldorf) - 2h43'49"